# Beinir (musiker)
Beinir Troest Rasmussen, (født 6. juni 2000 i den færøske by Saltangará), er en færøsk/dansk musiker og singer-songwriter, bedst kendt for sange som "Romeo", "Greener" og for sine duetter med sangerinden "Dopha".
Foruden Dopha har Beinir også varmet op for/spillet sammen med blandt andre Stine Bramsen og Jonah Blacksmith og arbejdet sammen med kunstnere som Søren Christensen (The Blue Van, Fallulah) og Anders Bønløkke (Zar Paulo, Alphabeat).

## Baggrund
Beinirs musikalske karriere begyndte, da han som 7-årig første gang greb en guitar. I den lille færøske by Saltangará drømte den unge Beinir hurtigt om store scener, og musikken stimulerede fra start hans fantasi og udviklede sig ifølge ham selv til en mild form for eskapisme.
I ungdomsårene stiftede han bandet "BEINIR" sammen med vennerne, Bárður Petersen (guitar), Eyðtór á Dalbø Gregersen (trommer) og Benjamin Djurhuus (bass), inden han i 2021 flyttede til København.

## Diskografi

### EP'er
- World Out There (2021)

### Singler
- Greener (2023)
- Romeo (2024)
- When I Open My Eyes (feat. Dopha) (2024)
- Call Me A Dreamer (2024)

## Eksterne henvisningier
- Beinir på DR musik
- Beinir på Discogs
- Beinir på MusicBrainz
- Beinir på MusicBrainz